# Карнахан, Мэттью
Мэттью Макнейр Карнахан (англ. Matthew McNair Carnahan; род. 6 февраля 1961) — американский сценарист, продюсер и режиссёр.

## Жизнь и карьера
Карнахан учился в Нью-Йоркском университете, а также в театральной школе Neighborhood Playhouse.
C 2001 по 2017 год Карнахан состоял в отношениях с актрисой Хелен Хант. У них есть дочь.

## Фильмография
- 21 мост / 21 Bridges (2019; сценарист)
- Прорыв в Кремниевой долине / Valley of the Boom (2019; создатель, сценарист, исполнительный продюсер)
- Поездка / Ride (2014; исполнительный продюсер)
- Обитель лжи / House of Lies (2012-16; создатель, исполнительный продюсер, сценарист)
- Грязь / Dirt (2006) телесериал (создатель, исполнительный продюсер, сценарист, режиссёр)
- Криминальные гонки / Fastlane (2002) телесериал (сценарист, продюсер)
- Воры / Thieves (2001) телесериал (сценарист, продюсер)
- Беглец: Погоня продолжается / The Fugitive (2000) телесериал (консультирующий продюсер)
- Троица / Trinity (1998) телесериал (создатель, сценарист, продюсер)
- Чёрное братство / Black Circle Boys (1997) (сценарист, режиссёр)
- Почтальон / Mailman (1996) (режиссёр)